# Edward B. Krause
Edward B. Krause (* 1921 oder 1922 in Bridgeport, Connecticut; † 26. Dezember 1987 in Scottsdale, Arizona) war ein US-amerikanischer Unternehmer. Für die Entwicklung eines schnellen Filmtransportsystems wurde er 1981 mit dem Oscar für Wissenschaft und Entwicklung ausgezeichnet.

## Leben
Der aus Connecticut stammende Krause gründete Anfang 1951 in Milford das Unternehmen Filmline Corporation.
Krause entwickelte mehrere Geräte für die Filmentwicklung, darunter 1953 ein „Bridgamatic“ genanntes Filmentwicklungsgerät, dass er gemeinsam mit Joseph A. Tanney von der New Yorker S.O.S Cinema Supply Corp. im Oktober 1952 in Washington vorstellte. Später entwickelte Krause ein Filmtransportsystem mit „micro-demand“ Antrieb, mit dem Labore Filme sehr schnell entwickeln konnten. Dieses System meldete Krause im November 1967 zum Patent an.
Für die Entwicklung und Herstellung dieses Systems („for the engineering and manufacture of the micro-demand drive for continuous motion picture film processors“) zeichnete die Academy of Motion Picture Arts and Sciences Krause 1981 mit dem Oscar für Wissenschaft und Entwicklung aus.
Krause war Mitglied und Fellow der Society of Motion Picture and Television Engineers (SMPTE).
Edward B. Krause starb am zweiten Weihnachtstag 1987 im Alter von 65 Jahren in Scottsdale, Arizona. Er hinterließ seine Schwester Helen F. Krause, welche das Unternehmen Filmline nach dem Tod ihres Bruders kurzzeitig weiterführte.